# Гладкий Мыс (Пермский край)
Гладкий Мыс — деревня в Большесосновском районе Пермского края. Входит в состав Тойкинского сельского поселения.

## Географическое положение
Расположена на реке Чёрная (правый приток реки Сива), в 5 км к северу от деревни Развилы.

## Население
| 2010 |
| ---- |
| 14   |

## Улицы
- Зарека ул.
- Центральная ул.

## Топографические карты
- Лист карты O-40-85 Петропавловск. Масштаб: 1 : 100 000. Состояние местности на 1983 год. Издание 1984 г.